# Teqoa
Teqoa ou Tuqu', en arabe : تقوع, est une ville du gouvernorat de Bethléem en Palestine, située à 12 km au sud-est de Bethléem, en Cisjordanie.
Selon le recensement du bureau central palestinien des statistiques, la localité compte une population de 8 767 habitants en 2017.